# 西蒙·格伦迪宁
西蒙·格伦迪宁（1964年12月13日—）是一位英国哲学家，倫敦政治經濟學院教授，主要作品有入选牛津通识读本的《德里达》（Derrida）等。